# Zwartvoethoelman
De zwartvoethoelman (Semnopithecus hypoleucos)  is een zoogdier uit de familie van de apen van de Oude Wereld (Cercopithecidae). De wetenschappelijke naam van de soort werd voor het eerst geldig gepubliceerd door Blyth in 1841.

## Voorkomen
De soort komt voor in India.

## Semnopithecus "dussumieri"
In Mammal Species of the World, werd nog een hoelmansoort erkend: Semnopithecus dussumieri, maar uit onderzoek bleek dat deze soort populaties van de zwartvoethoelman en Voor-Indische hoelman (Semnopithecus entellus) betrof. De naam S. dussumieri is sindsdien een synoniem van de zwartvoethoelman.